# Hunasamaranahalli
Hunasamaranahalli là một thị trấn thống kê (census town) của huyện Bangalore Urban thuộc bang Karnataka, Ấn Độ.

## Nhân khẩu
Theo điều tra dân số năm 2001 của Ấn Độ, Hunasamaranahalli có dân số 7384 người. Phái nam chiếm 56% tổng số dân và phái nữ chiếm 44%. Hunasamaranahalli có tỷ lệ 75% biết đọc biết viết, cao hơn tỷ lệ trung bình toàn quốc là 59,5%: tỷ lệ cho phái nam là 79%, và tỷ lệ cho phái nữ là 69%. Tại Hunasamaranahalli, 13% dân số nhỏ hơn 6 tuổi.